# 고령석
고령석(高嶺石) 또는 카올리나이트(kaolinite)는 알루미늄의 수분을 포함한 규산염 광물로 점토(찰흙) 광물의 한 종류이다. 고릉석(高陵石)이라고도 한다. 장석이 변질되어 생긴다. 카올리나이트라는 이름은 중국의 유명한 점토 산지인 장시성 징더전의 가오링(高嶺, Gaoling)에서 처음 백색 점토가 발견되어 이 지역 이름을 딴 것이다. 가오링에서 나오는 점토는 징더전에서 만들어지는 도자기의 재료로 유명하다. 또한 같은 성분의 점토를 고령토(高嶺土, kaoline 또는 kaolin)라고 부른다.

## 특성
화학 성분은 Al2Si2O5(OH)4에 납석이 포함된다. 촉감은 미끌미끌하며 고온에 잘 견뎌  이 성분이 많을수록 도자기의 재료가 된다. 흡수성이 높기 때문에 달라붙는 성질이 있고, 특유의 냄새를 가진다.

## 대한민국
대한민국에서는 주로 고령석보다는 고령토 형태로 많이 산출되며, 주요 산지는 충북 영동군, 전남: 해남군, 진도군, 경북 포항시, 경주시, 밀양시, 양산시, 김해시, 창원시, 통영시, 산청군이 있다.

### 산청군
산청군 지역 하동-산청 회장암체에는 고령토 광상이 발달해 과거 광산과 채광장이 있었다. 백운광산(白雲鑛山)은 산청군 금서면 신아리의 구아마을 동쪽 산릉에 위치하며 지표 아래 2~3 m 두께의 분홍색 표토부를 거쳐 그 아래의 백색 고령토 부분을 채취하였다. 이외에 금서면 화계리, 특리, 덕재, 오부면 양촌리, 내곡리, 생초면 상촌리 등지에 고령토 광신이 존재했었다.

## 해외 산지
대한민국 외의 산지로는 중국, 미국, 영국, 남아프리카 공화국, 체코, 브라질, 불가리아, 프랑스, 독일, 이란, 인도, 오스트레일리아 등이 있다.

## 같이 보기

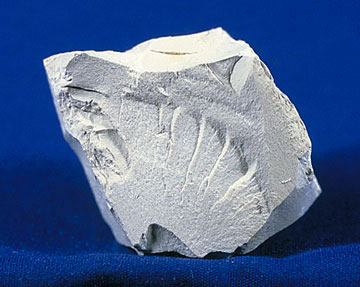
고령토

- 도자기
- 본차이나
- 징더전
- 점토
- 흙